# Brosjön (Almundsryds socken, Småland)
Brosjön är en sjö i Tingsryds kommun i Småland och ingår i Mörrumsåns huvudavrinningsområde. Sjön har en area på 0,322 kvadratkilometer och ligger 138 meter över havet.

## Delavrinningsområde
Brosjön ingår i det delavrinningsområde (626562-142914) som SMHI kallar för Utloppet av Brosjön. Medelhöjden är 150 meter över havet och ytan är 8,58 kvadratkilometer. Det finns inga avrinningsområden uppströms utan avrinningsområdet är högsta punkten. Vattendraget som avvattnar avrinningsområdet har biflödesordning 2, vilket innebär att vattnet flödar genom totalt 2 vattendrag innan det når havet efter 47 kilometer. Avrinningsområdet består mestadels av skog (71 procent) och öppen mark (13 procent). Avrinningsområdet har 0,7 kvadratkilometer vattenytor vilket ger det en sjöprocent på 8,1 procent.